# 現代俳句女流賞
現代俳句女流賞（げんだいはいくじょりゅうしょう）は、文化出版局が1976年に、女性雑誌『ミセス』創刊15周年を記念して、現代詩女流賞、現代短歌女流賞とともに創設した賞。女性の句集に与えられるもので、1年間に刊行された歌集の中から選ばれ、『ミセス』で翌年4月号で発表された。1989年の第13回をもって終了した。

## 受賞者・受賞作
- 第1回　1976年　桂信子『新緑』
- 第2回　1977年　鷲谷七菜子『花寂び』
- 第3回　1978年　神尾久美子『桐の木』
- 第4回　1979年　中村苑子『中村苑子句集』
- 第5回　1980年　大橋敦子『勾玉』
- 第6回　1981年　黒田杏子『木の椅子』
- 第7回　1982年　永島靖子『真晝』
- 第8回　1983年　岡本眸『母系』
- 第9回　1984年　佐野美智『棹歌』
- 第10回　1985年　斎藤梅子『藍甕』
- 第11回　1986年　角川照子『花行脚』
- 第12回　1987年　山本洋子『木の花』
- 第13回　1988年  永方裕子『麗日』

## 選考委員
- 飯田龍太、鈴木真砂女、野沢節子、細見綾子、森澄雄

## 参考
- 広田広三郎『文学賞事典』日外アソシエーツ、1981
- 日本の文学賞